# Yüzleşme
Yüzleşme é uma telenovela turca, produzida pela T Company e exibida pelo Kanal D de 5 de março de 2019 a 26 de março de 2019, em 4 episódios, com direção de Ömer Faruk Sorak e colaboração de Burak Arlıel.
Conta com as participações de Uğur Yücel, Hande Doğandemir, Engin Öztürk, Yiğit Kirazcı, Mesut Akusta e Zeynep Eronat.

## Enredo
Na história de Kalender Town, que é famosa por seu cultivo de flores e produção de essências, os acontecimentos do passado, os segredos vão surgindo um a um, enquanto na cidade nada será como antes.

## Elenco
- Uğur Yücel como Fikret Kalenderoğlu
- Hande Doğandemir como Masal Karaca
- Engin Öztürk como Ömer Aladağ
- Yiğit Kirazcı como Levent Elıbeyaz
- Zeynep Eronat como Songül Kalenderoğlu
- Yeşim Ceren Bozoğlu como Zümrüt Karaca
- Şerif Sezer como Gülder Kalenderoğlu / Bıbı
- Mesut Akusta como Battal Torosoğlu
- Macit Koper como Halil Elıbeyaz
- Durul Bazan como Yakup Ersev / Yako
- Gülsim Ali como Ayşegül Hanımelı
- Darda Yasir Yenal como Yüzbaşı Gökhan
- Gözde Çığacı como Seda Belkıs
- Müfit Kayacan como Selim
- Yeşim Gül como Seher Elıbeyaz